# جیمز برک (هنرپیشه)
جیمز برک (انگلیسی: James Burke؛ ۲۴ سپتامبر ۱۸۸۶ – ۲۳ مهٔ ۱۹۶۸) یک هنرپیشه اهل ایالات متحده آمریکا بود.

## گزیده فیلمشناسی
از فیلم‌ها یا برنامه‌های تلویزیونی که وی در آن نقش داشته‌است می‌توان به آثار زیر اشاره کرد.
- ملکه کریستینا (۱۹۳۳)
- این یک هدیه‌ست (۱۹۳۴)
- میسیسیپی (فیلم) (۱۹۳۵)
- راگلزهای رد گپ (۱۹۳۵)
- آوای وحش (۱۹۳۵)
- دلفریب (۱۹۳۷)
- بن‌بست (فیلم ۱۹۳۷) (۱۹۳۷)
- پرواز شناسایی (۱۹۳۸)
- نمی‌توانی این را با خودت ببری (۱۹۳۸)
- شهر داج (فیلم ۱۹۳۹) (۱۹۳۹)
- باک بانی دوباره می‌راند (۱۹۴۰)
- شاهین مالت (فیلم) (۱۹۴۱)
- جسم و روح (۱۹۴۷)
- فیلادلفیایی‌های جوان (۱۹۵۹)